# 하루키바역
하루키바역(일본어: 春木場駅)은 일본 이와테현 이와테군 시즈쿠이시정에 위치한 동일본 여객철도 다자와코 선의 철도역이다. 단선 승강장 1면 1선의 구조를 갖춘 지상역이다.

## 역 주변
- 국도 제46호선

## 역사
- 1964년 9월 10일 : 개업.
- 1987년 4월 1일 : 일본국유철도 분할 민영화에 의해, 동일본 여객철도가 승계.

## 인접 역
| 동일본 여객철도 다자와코 선 | 동일본 여객철도 다자와코 선 | 동일본 여객철도 다자와코 선 |
| --------------------------- | --------------------------- | --------------------------- |
| 시즈쿠이시 모리오카 방면    | ■ 다자와코 선               | 아카부치 오마가리 방면      |